# 16. Internationale Sechstagefahrt

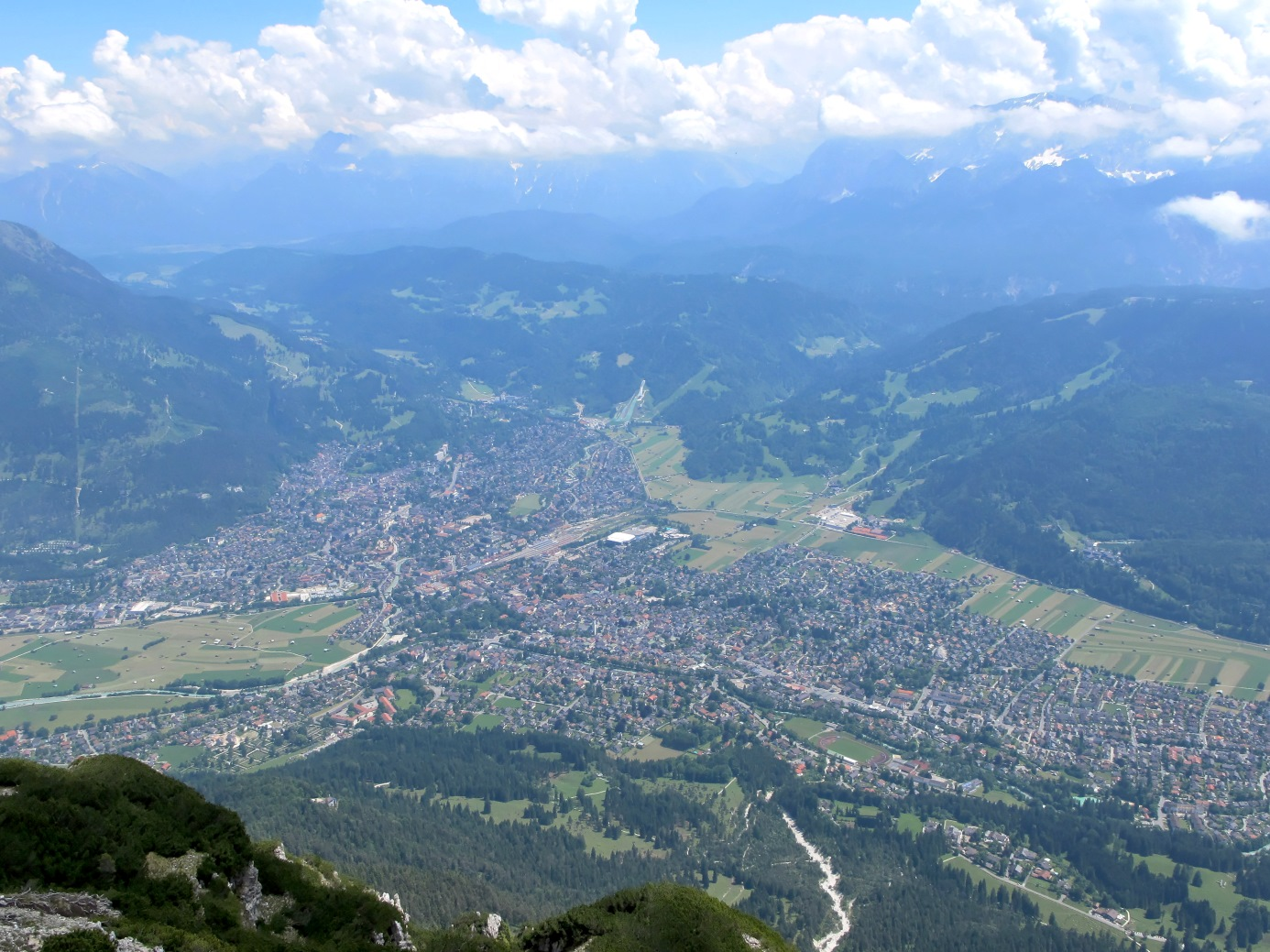
Garmisch-Partenkirchen, Start- und Zielort einzelner Etappen

Die 16. Internationale Sechstagefahrt war ein Motorrad-Geländesportwettbewerb, der vom 27. August bis zum 1. September 1934 in Garmisch-Partenkirchen und im Werdenfelser Land stattfand. Die Nationalmannschaft des Deutschen Reichs konnte die im Vorjahr erstmals gewonnene Trophy verteidigen. Die Silbervase gewann zum insgesamt achten und gleichzeitig dritten Mal in Folge die britische Nationalmannschaft.

## Wettkampf

### Organisation
Nachdem das Deutsche Reich im Vorjahr zum ersten Mal die Trophy gewonnen hatte, erhielt der deutsche Motorsportverband das Recht den Wettbewerb im eigenen Land auszurichten.
Für den Wettkampf waren 220 Fahrer von neun Motorsportverbänden der FICM gemeldet. Um die Trophy fuhren Mannschaften aus vier Nationen. Zudem waren zwölf Silbervasen-, 33 Fabrik- und 24 Club-Mannschaften am Start.

### 1. Tag

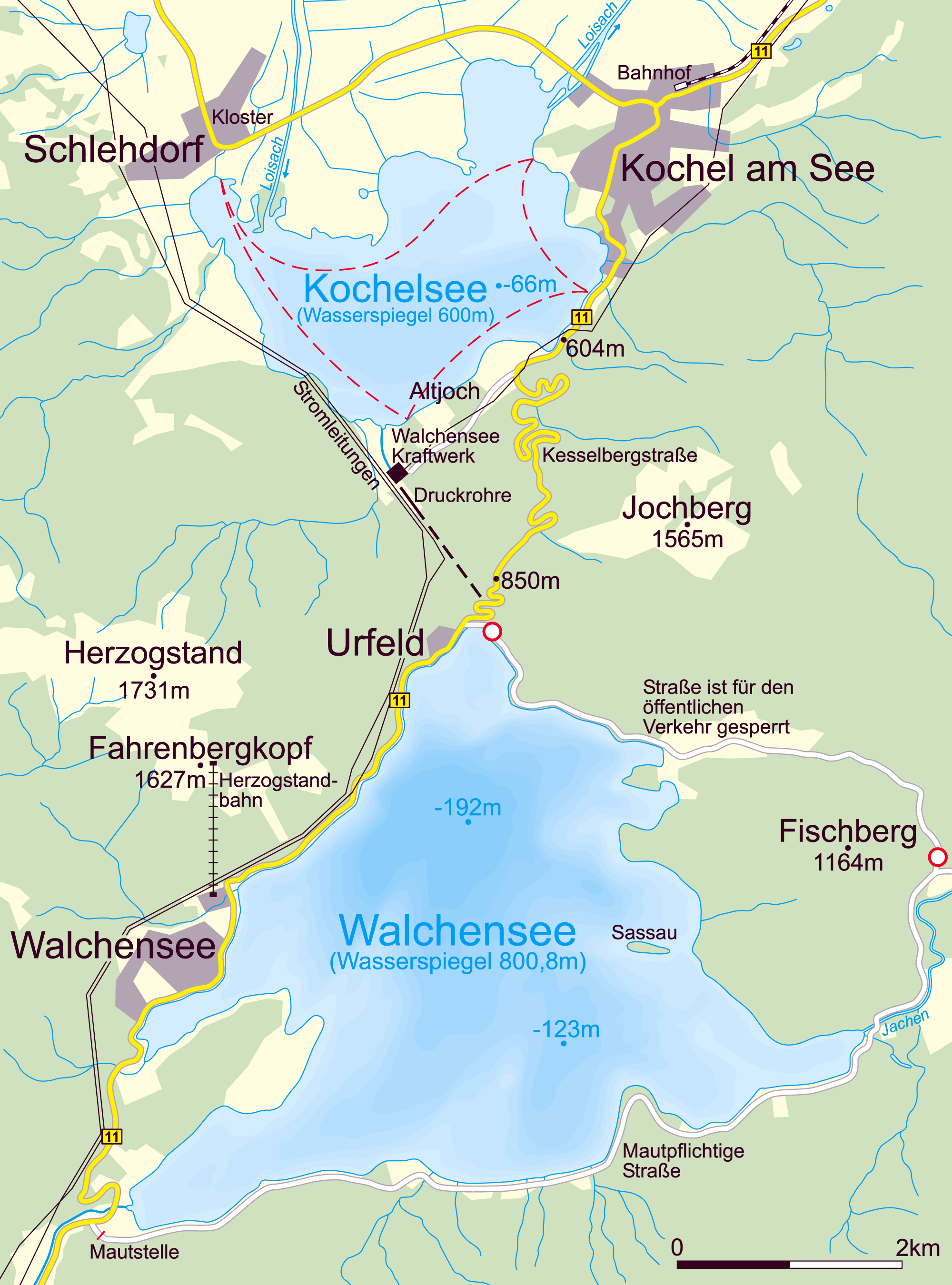
Die Kesselbergstraße war Teil der Etappen des 1. und 2. Tages

Von den 220 gemeldeten Fahrern nahmen 209 den Wettkampf auf.
Am ersten Fahrtag führte die rund 350 Kilometer lange Strecke über Wallgau, Bad Tölz, Bad Wiessee, Kreuth, Spitzingsee, Neuhaus, Brannenburg, Rosenheim, Miesbach, Bad Tölz, Kochel am See, die Kesselbergstraße (bergauf) und Klais zurück zum Ausgangspunkt Garmisch-Partenkirchen.
In der Trophy-Wertung lagen die Mannschaften des Deutschen Reichs, Italiens und der Tschechoslowakei strafpunktfrei gleichauf. Im viertplatzierten, britischen Team erhielt Albert E. Perrigo einen Strafpunkt.
In der Silbervase-Wertung erhielt einzig die A-Mannschaft des Deutschen Reichs Strafpunkte, da A. Müller aus dem Wettbewerb ausschied.
Sechs Fahrer schieden aus dem Wettbewerb aus.

### 2. Tag
Am zweiten Wettkampftag mussten die Fahrer wieder rund 350 Kilometer zurücklegen. Die Strecke führte über Wallgau, Jachenau, die Kesselbergstraße (bergab), Kochel, Bad Tölz, Miesbach, Rosenheim, Brannenburg, Neuhaus, Spitzingsee, Rottach, Bad Tölz und Mittenwald nach Garmisch-Partenkirchen. Ein Streckenabschnitt nahe Fading wurde nach Sitzung der Jury am Ende des Fahrtags annulliert.
In der Trophy-Wertung waren die Mannschaften des Deutschen Reichs und Italiens noch ohne Strafpunkte und lagen gleichauf. In der Mannschaft der Tschechoslowakei erhielt František Brand 110 Strafpunkte.
In der Silbervase-Wertung waren die Mannschaften des Deutschen Reichs (B), Großbritanniens (A und B), der Niederlande (A und B), Irlands (A und B), Italiens (B) und der Tschechoslowakei noch strafpunktfrei und lagen gleichauf. Österreichs Silbervasen-Fahrer O. Steinfellner erhielt 7 Strafpunkte, die Mannschaft lag auf dem 10. Platz.
19 Fahrer schieden aus dem Wettbewerb aus.

### 3. Tag

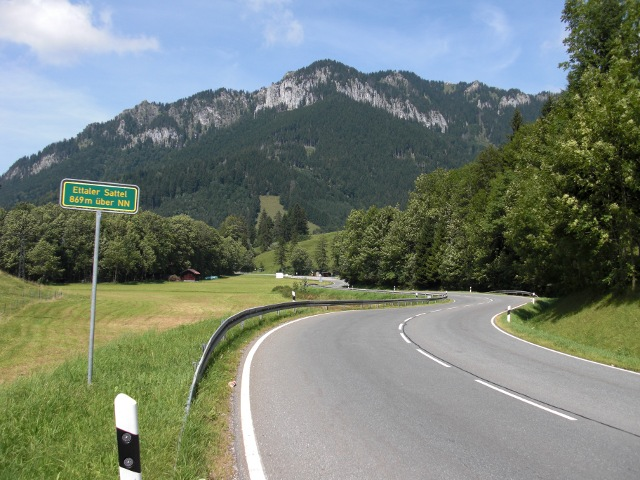
Am dritten Tag wurde der Ettaler Sattel passiert

Die dritte Etappe war mit rund 500 Kilometern die längste der Veranstaltung. Nach dem Start in Garmisch-Partenkirchen ging es über Oberau, über den Ettaler Sattel, Oberammergau, Murnau, Bad Tölz, Gmund, Schliersee, Holzhausen, Bernau am Chiemsee, Reit im Winkl, Inzell, Schneizlreuth, Berchtesgaden, Bad Reichenhall, Teisendorf, Traunstein, Seebruck, Rosenheim, Miesbach, Bad Tölz, Altlach und Wallgau zurück zum Ausgangspunkt.
In der Trophy-Wertung ergab sich gegenüber dem Vortag keine Veränderung. Die Mannschaften des Deutschen Reichs und Italiens lagen strafpunktfrei gleichauf, dahinter folgten Großbritannien und die Tschechoslowakei.
In der Silbervase-Wertung waren die Mannschaften des Deutschen Reichs (B), Großbritanniens (A und B), der Niederlande (A und B), Irlands (A und B), Italiens (B) und der Tschechoslowakei nach wie vor strafpunktfrei und lagen gleichauf. Die Mannschaft Österreichs belegte den 10. Platz.
13 Fahrer schieden aus dem Wettbewerb aus.
Der Fahrtag wurde von einem Unfall mit tödlichem Ausgang überschattet: Der deutsche Fahrer A. Brandt (NSU-Fabriksmannschaft) überschlug sich und erlitt eine schwere Kopfverletzung. Bald darauf erlag er im Klinikum Traunstein seinen schweren Verletzungen.

### 4. Tag
Die Strecke des vierten Fahrtags war rund 350 Kilometer lang und führte über Elmau, Oberammergau, Steingaden, Marktoberdorf, Oy-Mittelberg, Sonthofen, Friesenhofen, Röthenbach, Weitnau, Rauhenzell, Fischen im Allgäu, Immenstadt und Missen zum Tagesziel in Oberstaufen.
In der Trophy-Wertung waren die Mannschaften des Deutschen Reichs und Italiens noch ohne Strafpunkte und lagen gleichauf. Dahinter folgten Großbritannien mit 1 Strafpunkt und die Tschechoslowakei mit 117 Strafpunkten.
In der Silbervase-Wertung waren die Mannschaften des Deutschen Reichs (B), Großbritanniens (B), der Niederlande (B), Irlands (B), Italiens (B) und der Tschechoslowakei nach wie vor noch ohne Strafpunkte und lagen gleichauf. Die Mannschaft Österreichs belegte den 7. Platz.
13 Fahrer schieden aus dem Wettbewerb aus.

### 5. Tag

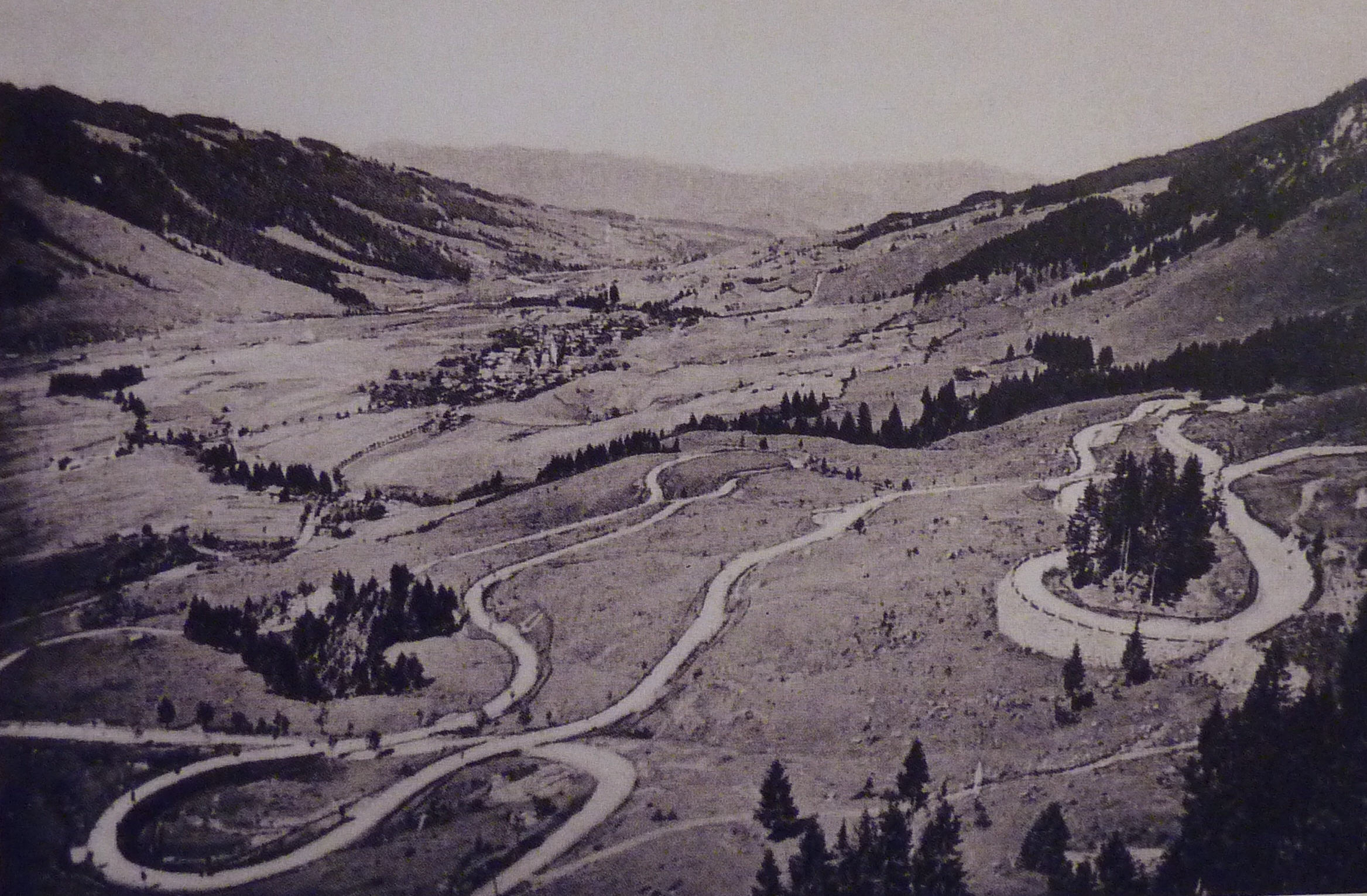
Die Oberjochpassstraße im Ausbauzustand zum Zeitpunkt der Veranstaltung

Die Strecke am fünften Tag war rund 340 Kilometer lang. Sie startete in Oberstaufen und führte sodann über Missen, Immenstadt, Fischen, Hindelang, über den Oberjochpass, Wertach, Rettenberg, Wertach, Füssen, Oberammergau und Elmau nach Garmisch-Partenkirchen.
In der Trophy-Wertung waren die Mannschaften des Deutschen Reichs und Italiens noch immer ohne Strafpunkte und lagen gleichauf, an dritter Position lag Großbritannien. In der tschechoslowakischen Mannschaft schied František Brand aus dem Wettbewerb aus.
In der Silbervase-Wertung waren einzig noch die B-Mannschaften Großbritanniens und Irlands strafpunktfrei. In der A-Mannschaft des Deutschen Reichs kassierte F. Trägner 26 Strafpunkte. In der B-Mannschaft des Deutschen Reichs erhielten H. Soenius 9 und N. Schmitt 5 Strafpunkte. Die österreichische Mannschaft belegte nun den 3. Platz.
19 Fahrer schieden aus dem Wettbewerb aus.

### 6. Tag
Die letzte Tagesetappe führte nach dem Start in Garmisch-Partenkirchen über Oberammergau, Steingaden, Füssen, Nesselwang, Rettenberg, Sulzberg und Marktoberdorf nach Füssen.
Die Siegermannschaft in den jeweiligen Wettbewerben wurde in der abschließenden Geschwindigkeitsprüfung auf einem Straßendreieckskurs ab Füssen ermittelt.
In der Trophy-Wertung gab es bis zum Start des Abschlussrennens keine Änderungen in den Platzierung gegenüber dem Vortag.
In der Silbervase-Wertung lagen die B-Mannschaften Großbritanniens und Irlands strafpunktfrei gleichauf. In der Tagesetappe erhielten die Österreicher Hans Walz 2 Strafpunkte und O. Steinfellner 1 Strafpunkt.
Fünf Fahrer schieden aus dem Wettbewerb aus. Von 209 am ersten Tag gestarteten Fahrern erreichten 134 das Ziel.

## Endergebnisse

### Trophy
| Platz | Team                   | Strafpunkte | Zeitgewinn (a) |
| ----- | ---------------------- | ----------- | -------------- |
| 1.    | Deutsches Reich        | 0           | 42:50,40       |
| 2.    | Königreich Italien     | 0           | 42:44,20       |
| 3.    | Vereinigtes Königreich | 1           | -              |
| 4.    | Tschechoslowakei       | 317         | -              |

### Silbervase
| Platz | Team                                  | Strafpunkte | Zeitgewinn (a) |
| ----- | ------------------------------------- | ----------- | -------------- |
| 1.    | Vereinigtes Königreich (B-Mannschaft) | 0           | 40:59,20       |
| 2.    | Irischer Freistaat (B-Mannschaft)     | 0           | 38:24,00       |
| 3.    | Österreich                            | 10          | -              |
| 4.    | Deutsches Reich (B-Mannschaft)        | 14          | -              |
| 5.    | Tschechoslowakei                      | 27          | -              |
| 6.    | Niederlande (B-Mannschaft)            | 200         | -              |
| 6.    | Königreich Italien (B-Mannschaft)     | 200         | -              |
| 8.    | Vereinigtes Königreich (A-Mannschaft) | 300         | -              |
| 8.    | Irischer Freistaat (A-Mannschaft)     | 300         | -              |
| 10.   | Königreich Italien (A-Mannschaft)     | 500         |                |
| 11.   | Deutsches Reich (A-Mannschaft)        | 626         | -              |
| 12.   | Niederlande (A-Mannschaft)            | 750         | -              |

### Club-Mannschaften
| Platz | Team                                   | Strafpunkte | Zeitgewinn (a) |
| ----- | -------------------------------------- | ----------- | -------------- |
| 1.    | Dublin Univ. M.C.                      | 0           | 32:55,60       |
| 2.    | Sunbeam M.C.C.                         | 0           | 24:02,60       |
| 3.    | P.M.C. & L.C.C. od Douglas isle of Man | 0           | 23:56,60       |
| 4.    | Birmingham M.C.C. (A)                  | 1           | -              |
| 4.    | S.C. & North Birmingham A.C.           | 1           | -              |
| 6.    | Carshalton M.C.C. (B)                  | 59          | -              |
| 7.    | NSKK                                   | 100         | -              |
| 8.    | Polizei Hamburg                        | 112         | -              |
| 9.    | DDAC Gau 20 Hansa                      | 223         | -              |
| 10.   | Knock M.C.                             | 300         | -              |
| 10.   | Birmingham M.C.C. (B)                  | 300         | -              |
| 10.   | Carshalton M.C.C. (A)                  | 300         | -              |
| 13.   | Sporting Motor Liege                   | 362         | -              |
| 14.   | Utrechtsche Prov. Motoclub             | 400         | -              |
| 15.   | M.C. Milano                            | 433         | -              |
| 16.   | Reale M.C. d’Italia                    | 500         | -              |
| 17.   | Sunbeam M.C.C.                         | 503         | -              |
| 18.   | A.C. Rep. Ceskosl.                     | 527         | -              |
| 19.   | Barnsley M.C. & C.C.                   | 538         | -              |
| 20.   | S.C. & North Birmingham A.C.           | 601         | -              |
| 21.   | DDAC Gau 19 Nordsee (A)                | 623         | -              |
| 22.   | DDAC Gau 19 Nordsee (B)                | 800         | -              |
| 23.   | Jawa-Club                              | 917         | -              |

Folgende Clubmannschaft gab den Wettbewerb auf/schied aus:
 Motoclub Zuid Holland

### Einzelwertung
| Klasse       | Starter | Gold | Silber | Bronze | ohne Medaille | Ausfall/Disqualifikation | Ausfall/Disqualifikation | Ausfall/Disqualifikation | Ausfall/Disqualifikation | Ausfall/Disqualifikation | Ausfall/Disqualifikation | Ausfall/Disqualifikation |
| Klasse       | Starter | Gold | Silber | Bronze | ohne Medaille | 1. Tag                   | 2. Tag                   | 3. Tag                   | 4. Tag                   | 5. Tag                   | 6. Tag                   | Gesamt                   |
| ------------ | ------- | ---- | ------ | ------ | ------------- | ------------------------ | ------------------------ | ------------------------ | ------------------------ | ------------------------ | ------------------------ | ------------------------ |
| 250 cm³      | 39      | 7    | 8      | 3      | 2             | 3                        | 5                        | 4                        | 2                        | 4                        | 1                        | 19                       |
| 350 cm³      | 49      | 29   | 5      | 5      | 1             | 0                        | 1                        | 1                        | 1                        | 2                        | 4                        | 9                        |
| 500 cm³      | 72      | 33   | 5      | 4      | 2             | 1                        | 7                        | 7                        | 6                        | 7                        | 0                        | 28                       |
| 750 cm³      | 6       | 4    | 0      | 0      | 0             | 0                        | 1                        | 0                        | 0                        | 1                        | 0                        | 2                        |
| 1000 cm³     | 6       | 5    | 1      | 0      | 0             | 0                        | 0                        | 0                        | 0                        | 0                        | 0                        | 0                        |
| 600 cm³ (b)  | 20      | 12   | 0      | 1      | 0             | 0                        | 2                        | 0                        | 3                        | 2                        | 0                        | 7                        |
| 1000 cm³ (b) | 14      | 5    | 0      | 0      | 0             | 2                        | 3                        | 1                        | 0                        | 3                        | 0                        | 9                        |
| 1100 cm³ (c) | 3       | 1    | 0      | 1      | 0             | 0                        | 0                        | 0                        | 1                        | 0                        | 0                        | 1                        |
| Gesamt       | 209     | 96   | 19     | 14     | 5             | 6                        | 19                       | 13                       | 13                       | 19                       | 5                        | 75                       |